# كراي (شركة)
كراي (بالإنجليزية: Cray Inc.) هي شركة تعمل في مجال تصنيع الحواسيب الفائقة ويقع مقرها الرئيسي في سياتل، واشنطن. قام سيمور كراي بتأسيس الشركة عام 1972 تحت اسم Cray Research,Inc. (CRI). انطلق سيمور كراي وقام بتأسيس الشركة الجديدة Cray Computer Corporation (CCC) في عام 1989 والتي أفلست عام 1995 حيث قامت SGI بشراء Cray Research في السنة التالية. تم تشكيل شركة Cray Inc عام 2000 عندما قامت شركة Tera Computer بشراء أعمال شركة Cray Research Inc من SGI وتبنت الاسم المُكتسب.

## تاريخ الشركة

### ERA,CDC وCray Research: 1950 إلى 1996
بدأ Seymour Cray بالعمل في مجال الحواسيب عام 1950 عندما التحق بشركة شركاء البحث الهندسي (ERA) في سانت باول، مينيسوتا. وهناك ساعد في تصنيع ERA 1103 والذي كان يعتبر أول الحواسيب العلمية الناجحة بشكل عام. أصبح ERA في نهاية المطاف جزءا من UNIVAC وبدء إلغاؤه بشكل تدريجي. غادر Seymour الشركة عام 1960 وفي غضون سنوات قليلة بعد ذلك قام موظفو ERA بتأسيس Control Data Corporation (CDC). قام Seymour في نهاية المطاف بتأسيس مختبر في منزله في Chippewa Falls، Wisconsin على بعد 85 ميل إلى جهة الشرق.
حصد Cray سلسلة من النجاحات في CDC من ضمنها CDC 6600 وCDC 7600 إلا أن الشركة واجهت صعوبات مالية في أواخر ستينيات القرن الماضي وأصبحت تكاليف تصنيعه لـ CDC 8600 شحيحة. عندما تم إخباره أن المشروع سيقيد على لائحة «الانتظار» عام 1972 غادر Cray ليقوم بتكوين شركته الخاصة، Cray Research Inc مع مرافق للبحث والتطوير في Chippewa Falls ومقرها الرئيسي في منيابولس.

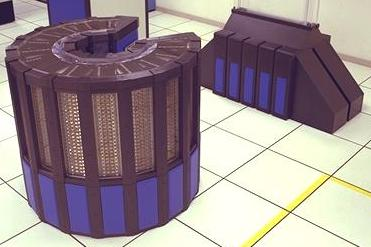
Cray -2 حاسوب فائق.

حقق Cray-1 نجاحا كبيرا عند إطلاقه فقد كان أسرع من كل الحواسيب في هذا الوقت ماعدا ILLIAC IV. تم بيع أول نظام في غضون شهر مقابل 8.8 مليون دولار أمريكي. استمر Seymour Cray في العمل هذه المرة لصنع Cray-2، إلا أنه في النهاية كان أسرع بقليل من Cray X-MP الذي تم تطويره من قِبل فريق آخر في الشركة.
سرعان ماترك منصب كبير الإداريين التنفيذيين ليصبح متعاقدا مستقلا. أسس Cray معملا بتقنية VLSI من أجل Cray-2 في بولدر، كلورادو، مختبرات Cray عام 1979. تم إغلاق المختبرات عام 1982 لكن قام Cray فيما بعد بالتوجه لإنشاء شركة جديدة مشابهة في عام 1989 هي شركة Cray Computer Corporation (CCC) في كولورادو سبرينغس، كولورادو. عكف Seymour Cray هناك على مشروع Cray-3 وهو المحاولة الأولى للاستخدام الرئيسي لأشباه موصلات زرنيخيد الغاليوم الثلاثي في الحواسيب. إلا أن المناخ السياسي المتقلب (انهيار حلف وارسو وانتهاء الحرب الباردة) أدى إلى ضعف المبيعات (تم تسليم حاسوب Cray-3 واحد فقط) وسقطت الشركة وأشهرت افلاسها في نهاية المطاف عام 1995. ظلت CCC موجودة ثم أنشأ Cray شركته الأخيرة SRC Computers، Inc والتي لا تزال موجودة حتى الآن.
استمرت Cray Research في التطوير عبر خط منفصل من الحواسيب مع المصمم الرائد Steve Chem لإنتاج Cray X-MP. بعد رحيل Chen، تم تطوير Cray Y-MP وCray C90 وCray T90 على أساس تركيب Cray-1 مع إضافة معالجات متعددة ونبضات أسرع وأنابيب متجهية أوسع من أجل تحقيق آداء أفضل بكثير. وبسبب عدم التحقق من مشروع Cray -2، انطلقت بعض الشركات المتوافقة مع Cray-object-code " Crayette ": Scientific Computer Systems (SCS) وAmerican Supercomputer وSupertek بالإضافة إلى شركة أخرى محتملة. لم تكن تلك الشركات تعني بمنافسة Cray وقد حاولت تلك الشركات إطلاق إصدارات أخرى أقل تكلفة وذات CMOS أبطأ من X-MP مع إطلاق نظام تشغيل COS (SCS) ومحول برامج CFT Fortan. وضعت تلك الشركات جميعها نظام تشغيل CTSS National labs (LANL/LLNL) بعين الاعتبار قبل الرسو على استخدام Unixes.

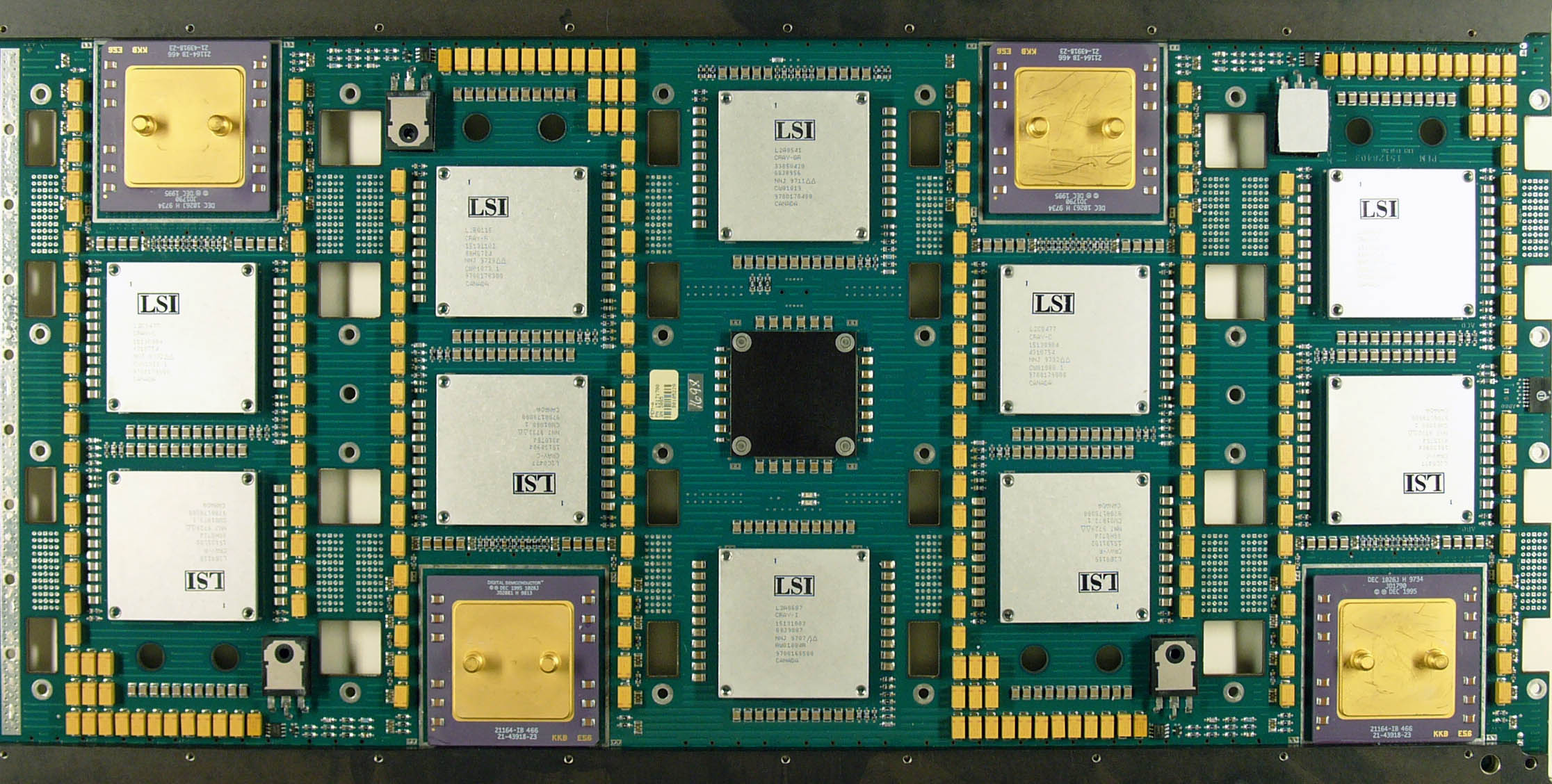
T3E لوحة معالج

في أواخر الثمانينيات بدأت مجموعة من الحواسيب المتوازية الهائلة بالاستيلاء على سوق الآداء الفائق والذي قادته الشركات الرائدة Thinking Machines وKendall Square Research وإنتل Supercomputing Systems Division وnCUBE وMeiko Scientific. في البداية قامت شركت Cray Research بتشويه مثل تلك الأساليب وتبرمت بدعوى أن عملية تطوير برامج من أجل استخدام الآلات بشكل فعال كانت صعبة – وكان هذا صحيحا في عصر ILLIAC IV إلا أن الأمر أصبح أهون من ذلك مع مرور الوقت. في النهاية أدركت Cray أن هذا الأسلوب هو الأسلوب الوحيد للمضي إلى الأمام على مايبدو وبدأت مشروعا يستغرق خمس سنوات من أجل استعادة الريادة في هذا المجال أيضا. وكانت النتيجة هي Cray T3D المصنع على أساس DEC Alpha وسلسلة Cray T3E والتي أبقت على Cray كبائع الحواسيب الفائقة الوحيد المتبقي في السوق بالإضافة إلى NEC بحلول العام 2000
كانت حواسيب Cray باهظة الثمن بشكل كبير جدا، وكان عدد الوحدات المباعة قليلا بالمقارنة ب الحواسيب الكبيرة العادية. لذلك فإن معظم المواقع التي تم تنصيب Cray فيها تعتبر أنها من الرقي بمكان كونها عضوا في «المجتمع الحصري» لمشغلي Cray. انتشر هذا المفهوم إلى الدول أيضا. ومن أجل تقوية مفهوم التفرد قام قسم تسويق Cray Research بتسويق رباطات عنق مصنوعة بحيث تحتوي على موزايك من أعلام وطنية توضح «مجتمع الدول التي تستخدم نظام تشغيل Cray». (متحف تاريخ الحاسوب، عرض الذكرى السنوية الثلاثين لحاسوب Cray 1، 2006)
في نهاية الثمانينيات وبداية التسعينيات قام عدد من البائعين الجدد بتقديم حواسيب فائقة صغيرة الحجم عرفت باسم الحواسيب الفائقة صغيرة الحجم والتي بدأت تغزو الأسواق التي كانت ربما تفضل في وقت سابق الاعتماد على أجهزة Cray منخفضة التكاليف. ونخص بالذكر أحد أشهر تلك الحواسيب وهي سلسلة Convex Computer بالإضافة إلى عدد من الأجهزة المتوازية صغيرة الحجم من شركات مثل Pyramid Technology وAlliant Computer Systems. أحد الأمثلة على تلك الشركات هي شركة Supertek والتي كان جهازها S-1 عبارة عن تطبيق تنفيذي CMOS من معالج X-MP مع تبريد هواء. اشترت Cray شركة Supertek في عام 1990 وباعت جهاز S-1 على أنه جهاز Cray XMS لكن هذا الجهاز كان كثير المشاكل. في تلك الأثناء تم عرض جهازهم S-2 المستنسخ من Y-MP في وقت لاحق على أنه Cray Y-MP EL (والذي أصبح فيما بعد سلسلة EL90) حيث بدأ في تحقيق أرقام مبيعات معقولة عام 1991 – 92. تم بيع تلك الأنظمة إلى شركات أصغر لاسيما في مجال التنقيب عن البترول. ظهر هذا الإتجاه في Cray J90 ومؤخرا في Cray SV1 عام 1998.
قامت Cray في ديسمبر 1991 بشراء بعض أصول Floating Point Systems، أحد بائعي الحواسيب الصغيرة الفائقة والتي انتقلت إلى سوق خوادم الملفات مع خط موديلاتها المؤسس على. كانت أجهزة SMP تلك تتحمل حتى 64 معالج واستخدمت اصدارا معدلا من Sun Microsystems Solaris. قامت Cray بإنشاء شركة Cray Research Superservers, Inc (التي أطلق عليها فيما بعد اسم Business Systems Division) من أجل بيع هذا النظام على أنه Cray S-MP ثم قامت باستبداله لاحقا بـ Cray CS6400. على الرغم من أن تلك الأجهزة كانت من بين أقوى الأجهزة المتوافرة في حينها عند تطبيقها على حمول العمل المناسبة، إلا أن Cray لم تكن ناجحة أبدا في هذا السوق ربما لأن اسمها كان غريبا جدا على هذا السوق بالنسبة لمجال السوق التي اعتادت أن تعمل فيه.

### سيليكون غرافيكس: 1996 حتى 2000
اندمجت Cray Research مع سيليكون غرافيكس (SGI) في فبراير 1996. في ذلك الوقت كان كل المصنعين يحملون انتقادا كبيرا للقرار، بالإشارة إلى وجود تداخل طفيف بين الشركتين فيما يخص السوق أو التقنية. توفي مؤسس الشركة Seymour Cray في حادث سير في وقت لاحق من ذلك العام.
قامت SGI ببيع أعمال الخوادم الفائقة بشكل فوري إلى شركة Sun والتي قامت بشكل سريع بتحويل مشروع Starfire المؤسس على UltraSPARC والذي كان في طور التطوير إلى نطاق خوادم Enterprise 10000 والذي أحدث نجاحا مدويا.
استخدمت SGI بعضا من تقنيات Cray أثناء محاولتها للانتقال من سوق محطة أعمال الغرافكيس إلى الحوسبة الفائقة. كان الأساس في ذلك هو استخدام ناقل بيانات HIPPI المطور من قِبل Cray وتفاصيل التوصيلات البينية المستخدمة في سلسلة T3.
كانت إستراتيجية SGI على المدى البعيد هي دمج خط خوادمها عالى الجودة مع خطوط منتجات Cray من خلال مرحلتين، الاسم الكودي لهما SN1 وSN2 (تشير SN إلى " Scalable Node"). كان من المفترض أن يحل SN1 محل T3E وأنظمة SGI Origin 2000 وأصبحت فيما بعد SN-MIPS أو بناء SGI Origin 3000. وفي الأصل، كان من المقرر أن يقوم SN2 بتوحيد كل خطوط منتجات الحواسيب الفائقة / عالية الجودة بما فيها T90 لتصبح ذات بناء واحد. لم يتم تحقيق هذا الهدف قبل أن تتبرأ SGI من أعمال شركة Cray واقترن اسم SN2 فيما بعد ببناء SN-IA أو SGI Altix 3000.
تم إطلاق خط نموذج Cray الجديد SV1 تحت ملكية SGI عام 1998. وكان عبارة عن بناء معالج SMP متجهي مجمع مطور من تقنية J90.
قامت SGI بإنشاء وحدة أعمال Cray Research منفصلة عام 1999 أثناء التحضير للانفصال. في 2 مارس، 2000 تم بيع الوحدة لشركة Tera Computer Company. تم إعادة تسمية شركة Tera Computer Company بعد ذلك لتصبح Cray Inc عند إغلاق الصفقة في الرابع من أبريل.

### Cray Inc: منذ 2000 وإلى الآن
بعد الاندماج مع Tera، أعيد إطلاق نظام Tera MTA على أنه Cray MTA-2 والذي لم يحقق ذلك نجاحا تجاريا وقد تم شحنه لعميلان فقط. قامت Cray Inc أيضا بوضع علامة Cray SX-6 على الحاسوب الفائق NEC SX-6 وحصلت على حقوق حصرية لبيع SX-6 في الولايات المتحدة وكندا والمكسيك.
في 2002 أعلنت Cray Inc موديلها الأول الجديد الحاسوب الفائق Cray X1 ذو البنية المدمجة مُتجه / MPP والذي كان يعرف سابقا باسم SV2، X1 هو الناتج النهائي لمفهوم SN2 الذي نشأ في الأصل أثناء فترة SGI. في مايو 2004، تم الإعلان عن Cray كواحدة من المشاركين في مشروع أسرع حاسوب في العالم والذي أطلقته وزارة الطاقة الأمريكية لبناء حاسوب 50 تيرافلوبس ل مختبر أوك ردج الوطني. بحلول نوفمبر 2004، كان أقصى آداء مقاس ل Cray X1 هو 5.9 تيرافلوبس وبذلك أحتل المركز 29 في قائمة أسرع الحواسيب الفائقة في العالم. منذ ذلك الحين تم إحلال X1 بـ X1E والذي يحتوي على معالجات أسرع ثنائية النواة.
في 4 أكتوبر 2004، أعلنت الشركة عن مجال الحواسيب الفائقة Cray XD1 ذات المستوى الإدخالي والتي تستخدم وحدات معالجة مركزية إيه إم دي أبترون ونظام تشغيل لينكس. عرف هذا النظام فيما سبق باسم OctigaBay 12K قبل اكتساب Cray لتلك الشركة. يوفر XD1 نسق بوابة Xilinx Virtex II Pro ذو نطاق قابل للبرمجة FPGA حيث تتكون كل عقدة من أربع معالجات أبترون. يمكن تكوين ال FPGA بحيث تجسد تصميمات إلكترونيات رقمية بحيث يمكن مراكمة قدرات الدخل / الخرج لمعالجات أبترون. علاوة على ذلك، يحتوي كل FPGA على زوج من معالجات باور بي سي والتي يمكن أن تضيف إلى القوة الكبيرة الموجودة فعليا لعقدة فردية ما.
في 2004، استكملت Cray منظومة Red Storm ل مختبر سانديا الوطني. كان Red Storm يحتوي على معالجات متجمعة في كبائن تحتوي كل منها على 96 وحدة، بحد نظري أقصى 300 كابينة في الجهاز وسرعة تصميم 41.5 تيرافلوبس. يعد الحاسوب الفائق المتوازي الهائل Cray XT3 نسخة تجارية من Red Storm والذي يتشابه في جوانب عديدة مع بناء T3E السابق ولكن يستخدم معالجات إيه إم دي أبترون. تم إضافة دعم لذاكرة DDR2 مع معالجات أبترون ثنائية ورباعية النواة ل Cray XT4 الذي تم تقديمه في عام 2006. يسمح XT4 بتوصيل رقاقات FPGA مباشرة في مقابس المعالج على عكس XD1 والذي يحتاج إلى مقبس مخصص لمساعد المعالج FPGA. يستخدم XT4 أيضا مساعد معالج اتصالي من الجيل الثاني SeaStar2.
في 13 نوفمبر 2006 أعلنت Cray عن نظام جديد هو Cray XMT والذي يرتكز على سلسلة أجهزة MTA  نسخة محفوظة 5 فبراير 2012 على موقع واي باك مشين. . يجمع هذا النظام بين المعالجات متعددة المسارب كما يتم استخدامها على أنظمة Tera الأصلية والموص البيني SeaStar2 المستخدم في XT4. ومع إعادة استخدام ASICs واللوحات والكبائن وبرمجيات النظام المستخدمة بواسطة منتج XT4 ذو الحجم الأكبر نسبيا، يمكن تقليل تكلفة تصنيع نظام MTA. تم جدولة إطلاق جيل ثاني من XMT في 2011 وقام مركز الحوسبة الفائقة الوطني السويسري (CSCS) بعمل أول طلب شراء.
في 2006 أعلنت Cray عن رؤية جديدة للمنتجات التي تحمل اسم «الحوسبة الفائقة التكيفية». يستخدم الجيل الأول من مثل هذه الأنظمة والذي يحمل اسم مشروع راينييه شبكة توصيل بيني مشتركة وبيئة برمجة وتصميم كابينة ونظام فرعي I/O. تتضمن تلك الأنظمة XT4 وXMT. يتيح الجيل الثاني الذي تم إطلاقه تحت اسم XT5h نظاما لدمج عناصر حوسبة من أنواع متعددة في نظام واحد مشترك ذو بنية تحتية مشتركة. يستطيع XT5h أن يقوم بدمج معالجات أبترون وفيكتر والمعالجات متعددة المسارب وFPGA في نظام واحد. وغالبا ستنتفع أنظمة الجيل الجديد Cascade من المعالجات المستقبلية متعددة الأنوية و/أو عديدة الأنوية أبترون وإنتِل بالإضافة إلى التوجيه والمسرعات متعددة المسارب. تم جدولة Cascade بحيث يتم تفديمه في وقت ما بين 2011 و2013.
في أبريل 2008، أعلنت Cray وإنتل عن تعاونهما في أنظمة الحواسيب الفائقة المستقبلية. تم إطلاق المنتج الأول من ثمرة هذا التعاون Cray CX1 في سبتمبر من نفس العام وهو عبارة عن نظام خادم شفرة يضم حتى 16 معالج إنتل زيون مع نظام تشغيل مايكروسوفت Windows HPC Server 2008 وريد هات إنتربرايز لينكس.
وبحلول نوفمبر 2009 قامت Cray أكبر منظومة حواسيب بإصدار نظام XT5 في المركز الوطني للعلوم الحاسوبية في مختبر أوك ردج الوطني. يطلق على هذا النظام الذي يحتوي على أكثر من 224,000 نواة معالجة اسم “Jaguar” وكان أسرع حاسوب في العالم طبقا لقياس LINPACK بنش مارك  بسرعة 1.75 بيتافلوب petaflop  حتى تخطاه تيانهي-1 في أكتوبر 2010. وقد كان أسرع نظام متوفر للعلوم المفتوحة وأول نظام يتخطى عتبة آداء مستمر 1 بيتافلوب على تطبيق علمي 64 بت.